# Taree
Taree är en ort i Australien. Den ligger i kommunen Greater Taree och delstaten New South Wales, i den sydöstra delen av landet, omkring 250 kilometer nordost om delstatshuvudstaden Sydney. Antalet invånare är 16 621.
Taree är det största samhället i trakten. 
Omgivningarna runt Taree är en mosaik av jordbruksmark och naturlig växtlighet. Runt Taree är det glesbefolkat, med 12 invånare per kvadratkilometer. Genomsnittlig årsnederbörd är 1 825 millimeter. Den regnigaste månaden är februari, med i genomsnitt 359 mm nederbörd, och den torraste är oktober, med 41 mm nederbörd.